# ゴパル・キランティ
ゴパル・キランティ（Gopal Kiranti または Gopal Kirati）はネパールの政治家。プラチャンダ内閣の文化･国家再構築大臣（新設の省）。ネパール共産党毛沢東主義派。東ネパールの少数民族の出身。党内急進派。
2008年4月10日の制憲議会選挙ではソルクンブ郡第1選挙区で当選。